# IC 2984
IC 2984 ist eine spiralförmige Zwerggalaxie vom Hubble-Typ S im Sternbild Großer Bär am Nordsternhimmel. Sie ist schätzungsweise 32 Millionen Lichtjahre von der Milchstraße entfernt.
Das Objekt wurde am 6. Juni 1896 von Stéphane Javelle entdeckt.